# Yushu
För andra betydelser, se Yushu (olika betydelser).
Yushu, även känt under det tibetanska namnet Kyegundo, är en autonom prefektur för tibetaner i Qinghai-provinsen, Folkrepubliken Kina. Prefekturen är en del av den tibetanska kulturella regionen Kham.
Mekong-floden, som i Kina kallas Lancang Jiang, har sin källa i Yushu härad i Dzatös fjäll.
Den 14 april 2010 inträffade en jordbävning strax utanför huvudorten Kyegundo. Jordbävningen nådde mellan 6,9 och 7,1 på Richterskalan och minst 2000 människor avled i jordbävningen.

## Administrativa enheter
Prefekturen består av sex härad:
- Yushu (Kyegundo) - 玉树县 Yùshù Xiàn ;
- Dzatö - 杂多县 Záduō Xiàn ;
- Chindu - 称多县 Chēngduō Xiàn ;
- Dritö - 治多县 Zhìduō Xiàn ;
- Nangchen - 囊谦县 Nángqiān Xiàn ;
- Chumarlep - 曲麻莱县 Qūmálái Xiàn.

## Samfärdsel
Kinas riksväg 214 löper igenom området. Den leder från Xining i provinsen Qinghai till Jinghong i Yunnan.